# VFTS 102
VFTS 102 is een ster die zich bevindt in de Tarantulanevel, in een sterrenkraamkamer  gesitueerd in de grote Magelhaense wolk. De ster is bijzonder omdat het de snelst draaiende massieve ster is die wij kennen.
De enorme rotatiesnelheid van ongeveer 600 kilometer per seconde bij de evenaar zorgt ervoor dat door de centrifugale kracht de ster een schijf-achtige vorm krijgt. Spectroscopische metingen lijken uit te wijzen dat rond de evenaar materie naarbuiten wordt geslingerd.
De snelheid en richting van de ster wijken sterk af van andere sterren in zijn omgeving. VFTS 102 zou daarom weleens een op hol geslagen ster kunnen zijn, een ster die deel was van een dubbelster voordat zijn metgezel ontplofte als supernova. In de nabijheid van de ster zijn een pulsar en supernovaresten waargenomen.
De ster is geobserveerd tijdens de VLT-FLAMES Tarantula Survey met behulp van de Very Large Telescope in Chili.